# Lea Schüller
Pour les articles homonymes, voir Schuller.
Lea Schüller, née le 12 novembre 1997 à Tönisvorst, est une footballeuse internationale allemande, qui joue au poste d'attaquante au Bayern Munich.

## Biographie
Elle participe aux éliminatoires de la Coupe du monde 2019 et marque cinq buts lors de la phase de groupe.
Le 10 février 2020, elle s'engage pour trois saisons à partir de l'été 2020 en faveur de Bayern Munich.
Le 3 novembre 2022, elle prolonge son contrat jusqu'en 2026.

## Statistiques
Le tableau ci-dessous retrace la carrière de Lea Schüller depuis ses débuts :

### En club
| Saison                | Club                  | Championnat           | Championnat | Championnat | Coupe(s) nationale(s) | Coupe(s) nationale(s) | Compétition(s) continentale(s) | Compétition(s) continentale(s) | Compétition(s) continentale(s) | Total | Total |
| Saison                | Club                  | Division              | M.          | B.          | M.                    | B.                    | Comp.                          | M.                             | B.                             | M.    | B.    |
| 2013-2014             | SGS Essen             | Bundesliga            | 7           | 2           | 3                     | 0                     | -                              | -                              | -                              | 10    | 2     |
| 2014-2015             | SGS Essen             | Bundesliga            | 18          | 7           | 1                     | 0                     | -                              | -                              | -                              | 19    | 7     |
| 2015-2016             | SGS Essen             | Bundesliga            | 22          | 8           | 2                     | 1                     | -                              | -                              | -                              | 24    | 9     |
| 2016-2017             | SGS Essen             | Bundesliga            | 13          | 8           | 1                     | 0                     | -                              | -                              | -                              | 14    | 8     |
| 2017-2018             | SGS Essen             | Bundesliga            | 21          | 7           | 4                     | 4                     | -                              | -                              | -                              | 25    | 11    |
| 2018-2019             | SGS Essen             | Bundesliga            | 22          | 14          | 2                     | 4                     | -                              | -                              | -                              | 24    | 18    |
| 2019-2020             | SGS Essen             | Bundesliga            | 22          | 16          | 5                     | 6                     | -                              | -                              | -                              | 27    | 22    |
| Sous-total            | Sous-total            | Sous-total            | 125         | 62          | 18                    | 15                    | -                              | -                              | -                              | 143   | 77    |
| 2019-2020             | Bayern Munich         | Bundesliga            | -           | -           | -                     | -                     | C1                             | 1                              | 0                              | 1     | 0     |
| 2020-2021             | Bayern Munich         | Bundesliga            | 18          | 15          | 4                     | 7                     | C1                             | 7                              | 3                              | 29    | 25    |
| 2021-2022             | Bayern Munich         | Bundesliga            | 22          | 16          | 2                     | 1                     | C1                             | 7                              | 3                              | 31    | 20    |
| 2022-2023             | Bayern Munich         | Bundesliga            | 21          | 14          | 4                     | 1                     | C1                             | 10                             | 4                              | 35    | 19    |
| 2023-2024             | Bayern Munich         | Bundesliga            | 14          | 7           | 2                     | 0                     | C1                             | 5                              | 3                              | 21    | 10    |
| Sous-total            | Sous-total            | Sous-total            | 75          | 52          | 12                    | 9                     | -                              | 30                             | 13                             | 117   | 74    |
| Total sur la carrière | Total sur la carrière | Total sur la carrière | 200         | 114         | 30                    | 24                    | -                              | 30                             | 13                             | 260   | 151   |

## Palmarès

### En club
- Bayern Munich
  - Championnat d'Allemagne (2)
    - Champion :2021 et 2023

### Sélection
- Équipe du Allemagne :
  - Jeux olympiques :
    -  Médaillée de bronze aux Jeux olympiques de Paris 2024.

  - Championnat d'Europe :
    - Finaliste : 2022.